# 横滨美术短期大学
横滨美术短期大学（日语：／ Yokohama Bijutsu Tanki Daigaku *），简称「滨美」或「美短」，是过去一所位于日本神奈川县横滨市青叶区的私立短期大学。

## 概要

### 简介
- 学校最早可以追溯到1916年[1][2]。短期大学为于1966年开办[2]、由学校法人常磐松学园[注 3]经营、招生到2009年[3]、停办于2012年。为男女同校从2001年。

### 历史
- 1966年  常磐松学园女子短期大学造型美术科成立[2]。
- 1987年 业余课程设计专修成立[4]。
- 1995年 改校名为常磐松学园横滨美术短期大学[2]。造型美术科分离为三个专攻、以下列举[3]。
- 1996年造型艺术专攻成立于专科（但招生到2009年）[2]
  - 美术专攻[注 1]
  - 设计专攻[注 1]
  - 造型文化专攻[注 2]
- 2001年 更名为横滨美术短期大学、开始招収男学生。
- 2009年 招生最后、次年停止招生[2]。

## 学校环境
- 校区：在了神奈川县横滨市青叶区

## 历任校长
- 佐藤兊：第一代短期大学校长[5]。
- 春山文典：现在短期大学校长[3]

## 组织

### 学科
- 造型艺术科
  - 美术专攻[注 1]
  - 设计专攻[注 1]
  - 造型文化专攻[注 2]

### 专科
| - 造型艺术专攻 |

### 业余课程
| - 业余课程设计专修 |

## 知名校友
- 石原坂寿美江：大关社长
- 伊藤つかさ：女演员
- 奥原しんこ：插画家、画家
- 山田美根子：漫画家
- LEUI：唱作人

## 相关链接
- 日本短期大学列表